# Sektion Garmisch-Partenkirchen des Deutschen Alpenvereins
Die Sektion Garmisch-Partenkirchen des Deutschen Alpenvereins (DAV) e. V. (kurz DAV Garmisch) ist eine Sektion des Deutschen Alpenvereins in Garmisch-Partenkirchen. Der DAV Garmisch ist mit 9.135 Mitgliedern (Stand: 31. Dezember 2024) unter den fünfzig größten Sektionen des Deutschen Alpenvereins.

## Geschichte
Mit einem Zirkular, das Max Byschl persönlich an eine Reihe Gleichgesinnter in Garmisch überbrachte, lud er für den 24. September 1887 zu einer Versammlung ein. Vier Tage später, nämlich am 28. September, fand die Gründungsversammlung im Gasthof Kainzenfranz in Garmisch statt, bei der 21 Gründungsmitglieder anwesend waren und bei welcher die Satzung des Vereins verabschiedet wurde. Die neue Sektion erhielt den Namen „Deutscher & Österreichischer Alpenverein Sektion Garmisch“ (DuÖAV). Gründer Max Byschl lehnte das Amt des 1. Vorsitzenden ab, wegen vieler anderer Verpflichtungen.
Wie es schien, war so mancher Partenkirchner mit dem eingleisigen Namen der Sektion nicht einverstanden, denn sonst wäre nicht Anfang 1893 eine Liste mit etwa 20 Unterschriften eingegangen, auf der die unterzeichneten Herren ihren Eintritt in den Verein erklärten, unter der Bedingung, dass vom 1. Januar an die Sektion den Namen Sektion Garmisch-Partenkirchen annimmt. Die Vorstandschaft entschloss sich sofort, im Sinne der 20 Herren aus Partenkirchen zu handeln. Der Name ist bis heute unverändert geblieben.
Die erste betreute Hütte bekam die Sektion 1901, es war die Hochalmhütte auf der Hochalm über Garmisch-Partenkirchen, die recht schadhafte Hütte musste erst wiederhergestellt und besser ausgestattet werden. Im selben Jahr feierte die Sektion die Eröffnung des Alpengartens auf dem Schachen, an dem zahlreiche Vereinsmitglieder teilnahmen. Mitte des Jahres 1901 erhielt die Sektion die Genehmigung zum Bau eines Weges durch die Höllentalklamm und damit Arbeit für die nächsten Jahre. Am 1. Juli 1904 wurde der vordere Teil der Klamm, mit der Klammeingangshütte sowie der einfache Wirtschaftsbetrieb derselben durch den Klammwart, eröffnet. Am 15. August 1905 fand, nach einer Feldmesse in Hammersbach, die feierliche Einweihung der Klamm und ihrer Bauten statt.
Der Klammweg war noch nicht vollendet, schon wurde ein weiteres Projekt in Angriff genommen: Die Erbauung eines Unterkunftshauses auf dem Kreuzeck. Im Mai 1906 begannen die Arbeiten. Schon am 15. August, konnte der Pfarrer aus Garmisch das neue Haus einweihen. Das Haus erhielt den Namen Kreuzeckhaus mit dem Beinamen Adolf-Zoeppritz-Haus, in Anerkennung der Verdienste des 1. Vorsitzenden. Damit blieb nur noch der Wank als Hausberg von Partenkirchen übrig, der schon ab 1892 durch verschiedene Wege von der Sektion erschlossen worden war. So entschloss sich die Sektion 1907, ihr drittes großes Bauvorhaben anzugehen, die Erbauung eines Berghauses auf dem Wank. Im Juli 1910 begannen die Arbeiten, und wieder nach sehr kurzer Bauzeit, am 10. September fand das Richtfest statt und am 28. Mai 1911 erfolgte die feierliche Einweihung des Wankhauses.
Das vierte Bauvorhaben in kurzer Zeit war der Ausbau der Partnachklamm. Im Frühjahr 1910 bekam die Sektion den Zuschlag, da die Klamm schon ab 1891 von der Sektion betreut und 1907 mit größerem Aufwand ihren Zugang verbesserte. In den Jahren 1910 bis 1912 erfolgten dann die Ausbauarbeiten. Der Weg wurde von vornherein auch für den Winterbetrieb ausgelegt. Die Hauptarbeit führten Mineure aus Südtirol aus. Schwierigkeiten bekam die Sektion mit der Höllentalklamm im Ersten Weltkrieg. Dort wurde zum Großangriff auf die Bleierzlagerstätte mit dem seltenen Molybdän übergegangen. Im südlichen Ausgang befanden sich einige Betriebspunkte des Bergwerks und der gesamte Materialtransport erfolgte über Wegbefestigungsteile die zweckentfremdet wurden. Mit dem Ende des Krieges war es auch mit dem Bergbau im Höllental bald vorbei. Noch Jahre danach beseitigte die Sektion die herumliegenden Eisenteile im Klammgebiet auf eigene Kosten.
Die Sektion erhielt 1919 den südlichen Teil des Ammergebietes als Arbeitsgebiet zugesprochen. Aus überwiegend jüngeren Sektionsmitgliedern entstand 1920 eine Bergsteigergruppe sowie ein Jahr später eine Jugendgruppe. Hauptsächlich als Schihütte errichtete die Sektion im Sommer 1920 eine Hütte im Stuibengebiet. Die Einweihung dieser ersten Stuibenhütte, sie hatte Platz für höchstens 16 Übernachtende, fand am 24. Oktober statt. Die Alpenvereinssektionen gründeten bei der Hauptversammlung 1921 in Augsburg eine Vereinigung zur Überwachung der Bergwelt und zur Rettung Verunglückter und gaben ihr den Namen Bergwacht. Ebenfalls 1921 wurde, erst nach Einigung von Streitigkeiten mit der Sektion München über die Zuständigkeiten in diesem Gebiet, die Oberreintalhütte erbaut. Die Einweihung der Hütte die auch den Beinamen Franz-Fischer-Hütte hat, nach dem Bergsteiger und beliebten langjährigen Hüttenwirt Franz Fischer benannt, fand am 10. September statt.
Die Eröffnung der Kreuzeckbahn 1926 und der Wankbahn 1928 brachte den beiden Sektionshäusern Kreuzeck und Wank ein ganz anderes Publikum. Durch größere Umbauten passte die Sektion die Häuser der neuen Zeit an, so dass aus den Berghütten eher Berggasthäuser wurden. Das Jahr 1930 brachte der Sektion ihren ersten und einzigen Besitzverlust ein. Nach mehrmaliger massiver Aufforderung der Gemeinde Partenkirchen, ihr die Partnachklamm zu überlassen, sah sich die Sektion gezwungen die Klamm abzugeben. 1935 erfolgte eine Umbildung der Bergsteigergruppe, 31 jüngere Mitglieder gründeten die Jungmannschaft. Das Hauptereignis im Jahr 1936 war die 62. Hauptversammlung des Deutschen und Österreichischen Alpenvereins am 24. bis 26. Juli in Garmisch-Partenkirchen. Die Kriegsereignisse ab 1. September 1939 brachten das Vereinsleben zum Erliegen. Ihre letzte Sitzung hielt die Vorstandschaft im Juli 1944 ab.

Erstes großes Vorhaben nach dem Zweiten Weltkrieg war der Abriss und Neubau der Oberreintalhütte. Trotz ungünstiger Witterung konnte bereits am 13. August 1954 Richtfest gefeiert und am 24. Oktober der fertige Bau eingeweiht werden. Die Sektion München überließ 1956 der Sektion die Alpspitze und das nördliche Vorgelände als Arbeitsgebiet. Die Sektion Bayerland beabsichtigte 1969 die Meilerhütte abzugeben. Im folgenden Jahr ermächtigte die Hauptversammlung die Vorstandschaft, die weiteren Verhandlungen mit dem Deutschen Alpenverein und der Sektion Bayerland zu führen und die Hütte zu übernehmen. Absprachegemäß baute die Sektion Bayerland noch die Materialseilbahn vom Schachen zur Hütte. Der Lions Club Garmisch-Partenkirchen übergab 1978 der Sektion eine Biwakschachtel, sie war bestimmt für einen Standplatz auf der Schüsselkarspitze, einem stark besuchten Klettergebiet. Sie wurde zweckmäßig Schüsselkar-Biwak genannt.
Am 11. Juni 1997 fand das Richtfest für die Generalsanierung der Meilerhütte statt. 1998 nach zweijähriger Bauphase wurden die Sanierungsarbeiten auf der Meilerhütte beendet. Direkt neben der Meilerhütte wurde 2004 die neu erbaute Marienkapelle eingeweiht. Im Dezember 2005 konnte mit den Bauarbeiten der neuen Boulderhalle neben dem Alpspitz-Wellenbad, unterstützt durch den Kletterhalle e.V., begonnen werden. Im Oktober 2006 fand die Einweihungsfeier der Boulderhalle statt. Am 1. Juli 2011 feierten etwa 40 geladene Gäste das neue Museum am Eingang der Höllentalklamm. Hier wird die Geschichte des Berg- und Klammbaus der Sektion gezeigt.

## Sektionsvorsitzende
Eine chronologische Übersicht über alle Präsidenten der Sektion seit Gründung.
| Amtszeit  | Präsident                 | Anmerkung                                  |
| --------- | ------------------------- | ------------------------------------------ |
| 1887–1889 | Wilhelm Völk              | Bezirksamtsassessor                        |
| 1890      | Ferdinand Sichermann      | Forstmeister                               |
| 1891      | Hans Rast                 | Apotheker                                  |
| 1892–1895 | Alfred Ritter von Linprun | Oberamtsrichter                            |
| 1896–1899 | Wladimir Jettel           | österreichischer Landschaftsmaler          |
| 1900      | Wilhelm Völk              | Bezirksamtmann                             |
| 1901–1933 | Adolf Zoeppritz           | Ingenieur, Ehrenvorsitzender 1933          |
| 1933–1948 | Otto Blümel               | Fachschuldirektor, Ehrenvorsitzender 1948  |
| 1949–1955 | Alois Adam                | Ehrenvorsitzender 1974, Ehrenmitglied 1956 |
| 1956–1960 | Otto Heinrich             | Ehrenmitglied 1954                         |
| 1961–1979 | Paul Klein                | Ehrenvorsitzender 1979                     |
| 1980–1983 | Günter Lembert            |                                            |
| 1983–2010 | Helmut Pfanzelt           | Ehrenvorsitzender                          |
| 2010–2016 | Markus Dorfleitner        |                                            |
| 2016–2022 | Udo Knittel               |                                            |
| 2022–2025 | Martin Willibald          |                                            |
| seit 2025 | Felix Hörmann             |                                            |

## Bekannte Mitglieder
- Max Byschl (* 26. September 1855 in Garmisch; † 26. Januar 1931 in Garmisch)
- Adolf Zoeppritz (* 9. November 1855 in Darmstadt; † 5. November 1939 in Garmisch-Partenkirchen), deutscher Ingenieur, Ehrenbürger von Garmisch-Partenkirchen
- Otto Blümel (Ehrenvorsitzender)
- Helmut Pfanzelt[6] (Ehrenvorsitzender)
- David Goettler[7], Bergsteiger
- Billi Bierling, Bergsteigerin
- Stefan Glowacz, Bergsteiger und Extrem-Kletterer
- Laura Dahlmeier[8]
- Hans Hofmann, Alpenvereinsfunktionär
- Gerhart Klamert (* 21. Juli 1924)
- Gerhard Klammet (* 13. Juli 1914 Saalhausen/Wstf.; † 7.April 1990 in Murnau), deutscher Fotograf und Dokumentarfilmer[9].

## Ehrenmitglieder der Sektion
- Josef Doposcheg-Uhlár (Ehrenmitglied 1950)
- Otto Heinrich (Ehrenmitglied 1954)
- Heinrich Beyschlag (Ehrenmitglied 1955)
- Alois Adam (Ehrenmitglied 1956)
- Georg Jemüller (Ehrenmitglied 1957)
- Erich Zilch (Ehrenmitglied 1979)
- Karl Simon (Ehrenmitglied 1983)[5]

## Einrichtungen der Sektion

### Hütten
Wettersteingebirge
- Höllentaleingangshütte, 1045 m
- Kreuzeckhaus, 1652 m
- Meilerhütte, 2366 m (erbaut: 1909–1911 Generalsanierung 1997/98)
- Oberreintalhütte, 1525 m (erbaut: 1921)
- Schüsselkar-Biwak, 2536 m
- Stuibenhütte, 1640 m

Estergebirge
- Wankhaus, 1780 m (erbaut: 1911)

### Klamm
- Höllentalklamm[10]
- Höllentalklamm-Museum[11]

### Kletterhalle
- DAV Boulderhalle Garmisch-Partenkirchen[12]

### Wegebau
Das von der Sektion zu betreuende Wegenetz erstreckt sich von der Leutasch bis zum Plansee und vom Esterberg bis nach Lermoos.

## JDAV Alpenverein Sektion Garmisch-Partenkirchen
Die Jugendgruppe der Sektion wurde 1921 aus der Taufe gehoben. 1976 wurden von der Gruppe die 7. DAV-Schüler- und Jugendmeisterschaften ausgerichtet und organisiert.
Zielsetzung der Kinder- und Jugendgruppen ist heute das spielerisches Heranführen der Kinder und Jugendlichen zum Klettersport. Unter der Leitung von fachlich ausgebildeten Übungsleitern werden der Umgang mit dem Seil, sowie die Sicherungstechniken erlernt, bis hin zum Klettern im Vorstieg und dem eigenverantwortlichen Handeln.
Die Jungmannschaft des Alpenverein Garmisch-Partenkirchen wurde 1935 gegründet. Sie bietet vielseitige Möglichkeiten zur Freizeitgestaltung: Eistouren, alpine Kletterrouten, Erschließung von Neutouren oder Wiederholung von besonders schwierigen Hochtouren. Durchführung von Expeditionen. Die Jungmannschaft nimmt Jugendliche im Alter zwischen 18 und 25 Jahren auf und besteht aus der Kletterelite der Garmisch-Partenkirchner Alpenverein-Sektion.